# Espy (Pennsylvanie)
Espy est une census-designated place située dans le comté de Columbia, dans l’État de Pennsylvanie, aux États-Unis. Lors du recensement de 2020, elle compte 1 620 habitants.